# Saint-Hilaire-la-Treille
Saint-Hilaire-la-Treille är en kommun i departementet Haute-Vienne i regionen Nouvelle-Aquitaine i västra Frankrike. Kommunen ligger i kantonen Magnac-Laval som tillhör arrondissementet Bellac. År 2022 hade Saint-Hilaire-la-Treille 360 invånare.

## Befolkningsutveckling
Antalet invånare i kommunen Saint-Hilaire-la-Treille
| Referens: INSEE |